# Wandflue
De Wandflue is een berg gelegen in de Berner Alpen in Zwitserland. Hij heeft een hoogte van 2133m.